# Заксен (футбольный клуб)
«Заксен» — немецкий футбольный клуб из города Лейпциг. Основан 1 августа 1990 года. Играет на стадионе Альфред Кунце Спортпарк, вмещающем 5 000 зрителей.
Корни клуба относят к 1899 году, когда был основан клуб Британния Лейпциг. После Первой мировой войны в 1919 году клуб слился с Герта 05 Лейпциг и получил название Leipziger Sportverein 1899. Другой предшественник клуба С. В. Тура Лейпциг, был образован в 1932 году и всего через шесть лет, в 1938 году, вместе с Leipziger Sportverein 1899 объединились в Туру 1899 Лейпциг.

## История клуба
Из этих первых клубов только Британния была конкурентоспособной и играла в высших лигах города с 1908 по 1910 год. Они вновь появились там в 1922 году как С. В. и закончили выступления в нижней части таблицы в следующем сезоне.
Немецкий футбол был реорганизован в 1933 году. Новичок Тура 32 начал выступать в высшем дивизионе Гаулига Саксонии с 1936 года и после её слияния с С. В., продолжил играть в высшем дивизионе как С. В. Тура 1899. Команда избежала вылета в 1939 году только из-за реструктуризации Гаулиги на два дивизиона. Тем не менее к 1942 году после плохих выступлений клуб занял последнее место и вылетел из высшего дивизиона. В 1943 году клуб вернулся в высшую лигу, но Вторая мировая война прекратила соревнования, и Гаулига Саксонии распалась на ряд мелких местных лиг. Тура объединилась с SpVgg Лейпциг и получила название KSG Тура/SpVgg Лейпциг.
После войны был сформирован ряд новых спортивных и футбольных клубов, часто построенных вокруг ядра довоенных клубов: С. Г. Лейпциг-Leutzsch был ближайшим потомком Туры. В марте 1949 года Leutzsch, С. Г. Линденау-Хафен, С. Г. Линденау-Ауэ, С. Г. Лейпциг-Митт, С. Г. Böhlitz-Эренберг были объединены в ZSG Industrie Лейпциг. В августе следующего года клуб был переименован в «Хеми Лейпциг».
«Хеми» был распущен в сентябре 1954 года, когда его игроки перешли в Локомотив Лейпциг. Затем Локомотив был разобран, чтобы помочь воссоздать клуб «Хеми Лейпциг». В конце мая 1990 года клуб был переименован в ФК Грюн-Вайс Лейпциг и вскоре слился с «Хеми Бёлен», образуя нынешний клуб в августе того же года. Клуб соревновался в Регионаллиге Север.
В 2011 году клуб был расформирован.

## Достижения
- Кубок Саксонии (4): 1993, 1994, 1995, 2005